# Fackhögskola
En fackhögskola är ett lärosäte för tertiärutbildning som bedriver grundutbildning inom specialområden, ofta med tydlig inriktning mot arbetsmarknadens behov. I många fall bedrivs även forskning.

## Sverige
I Sverige är skillnaden mellan Universitet, Högskola och Fackhögskola flytande: De styrs av samma myndigheter och de flesta bedriver såväl utbildning som forskning. Beteckningen fackhögskola användes under 1960-talet bland annat för de tekniska högskolorna, handelshögskolorna - vilka bedriver såväl grundforskning och tillämpad forskning med doktorandutbildning - dessutom för Skogshögskolan. Idag anger Högskolan i Jönköping att den består av fyra fackhögskolor. 

## Schweiz
I Schweiz är fackhögskolorna (ty: Fachhochschule, fr: haute école specialisée, it: scuola universitaria professionale) tänkta att bygga vidare på (längre) yrkesutbildningar, detta i motsats till universitet och tekniska högskolor, som för tillträde vanligen kräver examen från teoretisk gymnasieutbildning. Så omvandlades runt år 2000 många ingenjörsskolor till fackhögskolor. Även lärarhögskolorna är fackhögskolor. Fackhögskolorna utfärdar Bachelor- och Master-examina och utför användningsorienterad forskning.